# 网果褐叶榕
网果褐叶榕（学名：Ficus pubigera var. reticulata）为桑科榕属下的一个变种。

## 扩展阅读
- 維基物種上的相關：网果褐叶榕